# Philippe Briand
Pour les articles homonymes, voir Briand.
Ne doit pas être confondu avec Philippe Briand (architecte).
 (août 2024).
 (juillet 2022).
L'article doit être relu — et modifié si nécessaire — par des contributeurs indépendants pour apporter un regard critique aux contributions effectuées en violation des conditions d'utilisation de Wikipédia, tant sur la forme (notamment concernant le style encyclopédique, la proportionnalité) que sur le fond (la neutralité de point de vue, la qualité et l'indépendance des sources).
Philippe Briand, né le 26 octobre 1960 à Tours (Indre-et-Loire), est un chef d'entreprise et homme politique français. Il est condamné pour escroquerie et complicité de financement illégal de campagne électorale dans le cadre de l'affaire Bygmalion.

## Biographie

### Formation
Diplômé de l’Institut universitaire de technologie de Tours en techniques de commercialisation, Philippe Briand est également ancien auditeur de l’Institut des hautes études de l’entreprise de Paris (IHEE).

### Débuts dans la vie politique et maire
Philippe Briand s'engage très tôt en politique, d'abord au RPR et comme attaché parlementaire au sein du cabinet d'André-Georges Voisin, député et président du conseil général d'Indre-et-Loire.
Responsable jeune départemental du RPR, Philippe Briand gravit tous les échelons et entre au conseil municipal de Saint-Cyr-sur-Loire aux élections municipales de 1983 à l'âge de 23 ans. Maire adjoint l'année suivante, il se présente comme tête de liste aux municipales de 1989 et est élu plus jeune maire de France d'une commune de plus 15 000 habitants.
Philippe Briand est élu au conseil régional du Centre en mars 1992 et en devient vice-président.

### Député et maire
En mars 1993, Philippe Briand est élu député de la cinquième circonscription d'Indre-et-Loire. Réélu après la dissolution en 1997, il retrouve également son siège aux élections législatives de 2002 et de 2007 pour la XIIIe législature (2007-2012). Il fait partie du groupe UMP.
En 2004, Philippe Briand est nommé secrétaire d'État à l'Aménagement du territoire dans le gouvernement Raffarin III, mais il renonce rapidement à ce poste pour conserver le contrôle de son entreprise Citya immobilier.
Membre de la commission des affaires étrangères de l'Assemblée nationale (2002-2007), Philippe Briand est membre de la commission de la défense pour l'actuelle législature.
« Bébé Chirac », Philippe Briand est un proche d'Alain Juppé, il sera même secrétaire général adjoint à l'UMP (chargé des relations internationales), lorsque celui-ci en était le président.
Le 27 juin 2007, Philippe Briand est élu au poste de questeur de l'Assemblée nationale.
Philippe Briand est également président départemental UMP d'Indre-et-Loire.
Réélu maire de Saint-Cyr-sur-Loire lors des élections municipales de mars 2014, il est élu en avril suivant président de la Communauté d'agglomération Tours Plus, devenue Tours Métropole Val de Loire le 22 mars 2017. À nouveau, le 15 mars 2020, Philippe Briand est confirmé Maire de Saint-Cyr-sur-Loire pour un septième mandat.
Il soutient Nicolas Sarkozy pour la primaire présidentielle des Républicains de 2016.

### Fondateur de Citya Immobilier
Philippe Briand possède et préside le réseau d'administration de biens Citya immobilier, qu'il a créé en 1990[source insuffisante]. Citya Immobilier est la première marque immobilière de Philippe Briand qui fonde alors la holding Arche à l'occasion de la naissance de plusieurs de ses filiales immobilières et de divers rachats. Arche acquiert au fil des années plusieurs réseaux d'agences. Arche devient le numéro 1 de l'immobilier en France.
En 2024, ses pratiques managériales sont remises en question par plusieurs collaborateurs, employés et directeurs d'agence.

### Vie personnelle
En 2012, sa fortune personnelle est estimée à 100 millions d'euros. Alors propriétaire du 3e réseau français de gestion immobilière, il figure au 373e rang des plus grandes fortunes françaises établi en 2016 par Challenges.
En 2022, Challenges établit la fortune professionnelle de Philippe Briand à 400 millions d'euros et le hissant à la 291e place du classement des 500 plus grandes fortunes de France. Entré dans le classement en 2010, il était classé, en 2013, au 373e rang des plus gros patrimoines français.
Il est veuf depuis 2011 et père de trois enfants : Harold, Charlotte et Thomas.

## Financement de la campagne 2012 de Nicolas Sarkozy

### Affaire Bygmalion
Lors de la présidentielle de 2012, il est le président de l'Association de financement pour la campagne de Nicolas Sarkozy. Les juges se demandent comment, en tant que trésorier, il n'a pas pu voir le dépassement de 18 millions de la campagne par ce dernier. À ce titre, les juges ont demandé la levée de son immunité parlementaire. Le bureau de l'Assemblée nationale annonce que celle-ci a été levée mercredi 21 janvier 2015.
Après 48 heures de garde à vue à l'office anti-corruption de la police judiciaire de Nanterre, Philippe Briand est déféré devant le juge d'instruction et mis en examen le 3 avril 2015 pour « usage de faux, escroquerie, recel d'abus de confiance et complicité de financement illégal de campagne électorale ».
Toutefois, ce dernier est présumé innocent dans cette affaire, en effet, son poste de trésorier de campagne lui conférait le rôle de signataire des dépenses et non de contrôleur de ces dernières (qui auraient dû être contrôlées par les comptables de la campagne et de l’entreprise Bygmalion).
Le 1er octobre 2019, la Cour de cassation a confirmé définitivement le renvoi en correctionnelle de Philippe Briand. Le procès devrait avoir lieu du 17 mars au 15 avril 2021 devant la 11ᵉ chambre du tribunal judiciaire de Paris. Le 17 juin 2021, le parquet requiert une peine de prison de 3 ans avec sursis et 80 000 € d'amende. Le tribunal correctionnel rend sa décision le 30 septembre 2021 : Philippe Briand est reconnu coupable d'escroquerie et de complicité de financement illégal de campagne électorale ; il écope d'un an de prison ferme et un an avec sursis, et trois ans d'inéligibilité avec sursis. Ce dernier décide de ne pas faire appel, sa condamnation pénale est donc définitive. 

### Dépenses suspectes distinctes de l'affaire Bygmalion
Il est à nouveau mis en examen en janvier 2016 pour des dépenses suspectes lors de la campagne présidentielle de Nicolas Sarkozy en 2012.

## Détail des fonctions et des mandats

### Mandats locaux
- Depuis le 14 mars 1983 : Conseiller municipal de Saint-Cyr-sur-Loire
- 7 novembre 1984 - 19 mars 1989 : Adjoint au maire de Saint-Cyr-sur-Loire
- depuis le 20 mars 1989 : Maire de Saint-Cyr-sur-Loire
- 23 mars 1992 - 15 mars 1998 : Vice-président du Conseil régional du Centre

### Mandats parlementaires
- 28 mars 1993 - 21 avril 1997 : Député de la 5e circonscription d'Indre-et-Loire
- 1er juin 1997 - 18 juin 2002 : Député de la 5e circonscription d'Indre-et-Loire
- 19 juin 2002 - 19 juin 2007 : Député de la 5e circonscription d'Indre-et-Loire
- 20 juin 2007 - 17 juin 2012 : Député de la 5e circonscription d'Indre-et-Loire
- 18 juin 2012 : Député de la 5e circonscription d'Indre-et-Loire

### Fonction ministérielle
- 31 mars - 14 avril 2004 : Secrétaire d’État auprès du ministre de l’équipement, des transports, de l’aménagement du territoire, du tourisme et de la mer, chargé de l’aménagement du territoire